# Polizeiruf 110: Demokratie stirbt in Finsternis
Demokratie stirbt in Finsternis ist ein Fernsehfilm aus der Krimireihe Polizeiruf 110. Die 368. Folge innerhalb der Filmreihe Polizeiruf 110 wurde am 29. April 2018 erstgesendet.

## Handlung
Nach dem nächtlichen Einbruch einer Jugendbande in ihre Wohnung nimmt die Kriminalkommissarin Olga Lenski eine Auszeit. Der Einbrecher hatte sie und ihre Tochter Alma im Schlaf gefilmt, was die Kommissarin sehr verunsichert hat und sie dies erst einmal mental verarbeiten muss. Der Bauernhof, auf dem sie zur Ruhe kommen will, ist aber nicht ganz das erwartete idyllische Aussteigerquartier. Der Gastgeber Lennard Kohlmorgen und seine Frau Valeska gehören einer „Prepper Community“ an. Sie leben autark und unterrichten auch ihre Kinder selbst. Um das zu erreichen, haben die Eltern jahrelang gegen die Behörden gekämpft. Mittlerweile lebt Lennard Kohlmorgen mit seinen Kindern Ulrike und Henry allein auf dem Hof, da sich seine Frau für einen anderen Mann entschieden hat. 
Als Valeska erscheint, um einen Tag mit ihren Kindern zu verbringen, wird Lenski Zeugin des Konflikts zwischen den Eheleuten. Noch am selben Tag wird Valeska Kohlmorgen ermordet im Wald gefunden. Damit gerät ihr Ehemann unter Mordverdacht, aber auch Valeskas Lebensgefährte Ulysses wirkt auf Ermittler Raczek nicht gerade unverdächtig. Er lebte mit der Getöteten in einer radikalen Kommune und zeigt sich wenig kooperativ. Seiner Ansicht nach steht die Welt vor einer Apokalypse, die er am liebsten sogar beschleunigen würde. Dazu hat er schon seit Monaten einen Plan, den er nun, nach dem Tod seiner Freundin, in die Tat umsetzt. Er sorgt, gemäß des Credos der Gruppe Demokratie stirbt in Finsternis, landesweit für einen totalen Stromausfall und damit für Chaos und Anarchie. In dieser Situation sieht sich auch Lennard Kohlmorgen den Anfeindungen des Dorfes ausgesetzt. Den Bürgern ist seine Lebensweise schon lange unheimlich und in der aktuellen Situation radikalisiert sich eine Gruppe Jugendlicher, zu der auch Ulrike Kohlmorgens Freund Alex gehört. Als diese Kohlmorgens Hof in Brand setzen wollen, schießt er mit einem Gewehr auf Alex und verletzt ihn leicht. Aus Rache kehrt dieser ebenfalls bewaffnet zurück und des droht eine Eskalation. Die Gruppe beschießt das Wohnhaus, wo sich Kohlmorgen mit seinen Kindern und auch Lenski mit Raczek verschanzt haben. Gegen die Übermacht wehrlos, verstecken sie sich in Kohlmorgens Bunker im Keller. Dieser gesteht angesichts des ganzen Chaos, seine Frau auf Verlangen getötet zu haben, weil sie es allein nicht fertig brachte, sich aus Verzweiflung über sich und die Welt, selbst zu erschießen.

## Hintergrund
Der Film wurde vom 14. November 2017 bis zum 14. Dezember 2017 in Ihlow im Oberbarnim, Wandlitz und Wriezen im Oderland gedreht.

## Rezeption

### Kritiken
Christian Buß urteilte bei Spiegel Online: „Regisseur Glasner selbst nennt seinen 'Polizeiruf' einen 'Film über eine Handvoll Menschen, die zu sensibel sind für diese Welt.' Das ist eine schöne Umschreibung für den zarten Anfang des Krimis, aber eine fahrlässige Verallgemeinerung für den krawalligen zweiten Teil, wo Themenkomplexe wie Selbstoptimierung, Konsumgesellschaft, Wachstumsdiktat aufgerufen werden.“
In der Die Zeit schrieb Matthias Dell: „Aber mit dem Krimi hat es Demokratie stirbt in Finsternis eh nicht so. Glasner benutzt die Form, um einen Endzeit-Schocker zu erzählen, in dem nicht die Vernunft im Gelben Trikot des Gesamtführenden fährt, sondern merkwürdig verklumpte Gefühle am Steuer sitzen. […] Gesellschaftliche Analyse will dieser Film nicht sein. Vielmehr: eine lüstern-spekulative Abbildung von allein gefühlsbasierten politischen Handlungen.“
Tilmann P. Gangloff wertete für tittelbach.tv: „Schon der Titel macht deutlich, dass ‚Demokratie stirbt in Finsternis‘ (RBB / Real Film) kein ‚Polizeiruf‘ wie viele andere sein will. Tatsächlich handelt Matthias Glasners Geschichte unter anderem von der Apokalypse: Nach einem Einbruch verliert Kommissarin Olga Lenski den Boden unter den Füßen und flüchtet sich auf den einsamen Bauernhof eines Aussteigers, der kurz drauf in Verdacht gerät, seine Frau erschossen zu haben; und dann geht die Welt unter, jedenfalls vorübergehend. Ein durchweg gut besetzter und besonders von Maria Simon und Jürgen Vogel vorzüglich gespielter finsterer Film, mehr Drama als Krimi, der jedoch mit einem actionreichen Finale aufwartet und den Glasner entsprechend düster gestaltet hat.“
kino.de befand: Kommissarin Lenski gerät in diesem Polizeiruf an den „Selbstversorger und Prepper, der in seinem still gelegten Ressort für Aussteiger das Ende der Welt erwartet. Sie gerät aber auch in ein mörderisches Familiendrama, an gewaltbereite Ostjugend, zu allem bereite Cyberkriminelle und mitten in eine apokalyptische Krise unserer Zivilisation. An einem [normalen] ‚Polizeiruf‘-Krimi zeigt [Regisseur] Glasner wenig Interesse, lieber spielt er mit verschiedensten Genreversatzstücken und mutet seinen zusammengewürfelten Protagonisten immer neue Krisensituationen zu, die sie mit Witz und Einfühlungsvermögen überstehen müssen. Der Eingangsfall ist schnell geklärt, und doch nimmt das Geschehen unvorhersehbare Fahrt auf. Das alles fasziniert und verrätselt und endet so abrupt, wie es begann. Die Figur der Olga Lenski wird die Drehbuchkapriolen schon überstehen, auch wenn sich manch Zuschauer die Augen reiben wird, ob er seinen Krimi diesmal geträumt hat.“

### Einschaltquoten
Die Erstausstrahlung von Demokratie stirbt in Finsternis am 29. April 2018 wurde in Deutschland von 7,00 Millionen Zuschauern gesehen und erreichte einen Marktanteil von 22,1 % für Das Erste.